# Rivière Chacoura
Ne doit pas être confondu avec Chocorua.
La rivière Chacoura est un affluent de la rivière du Loup, coulant sur la rive nord du fleuve Saint-Laurent, dans les municipalités de Sainte-Angèle-de-Prémont, Saint-Paulin, Saint-Léon-le-Grand et Louiseville, dans la municipalité régionale de comté (MRC) de Maskinongé (MRC), dans la région administrative de la Mauricie, au Québec, au Canada.
Le cours de la rivière Chacoura descend généralement vers le sud-est, en zone agricole, comportant une bande forestière sur chaque rive selon les endroits.

## Géographie
La rivière Chacoura prend sa source d’un ruisseau forestier et agricole dans Sainte-Angèle-de-Prémont. Cette source se situe à :
- 2,6 km au sud-est du centre du village de Saint-Paulin ;
- 3,7 km au nord-est du centre du village de Sainte-Angèle-de-Prémont ;
- 18,9 km au nord-ouest du lac Saint-Pierre lequel est traversé par le fleuve Saint-Laurent.

À partir de sa source, la rivière Chacoura coule sur 24,2 km, selon les segments suivants :
- 0,7 km vers le sud dans Sainte-Angèle-de-Prémont, en coupant le chemin ferroviaire, jusqu’à la limite de Saint-Paulin ;
- 2,3 km vers le sud, en coupant la route Lupien et en formant la limite entre Sainte-Angèle-de-Prémont et Saint-Paulin ;
- 1,9 km vers le sud-est, en coupant la route du rang Saint-Charles (route 349) et formant la limite entre Sainte-Angèle-de-Prémont et Saint-Léon-le-Grand ;
- 7,1 km (ou 4,4 km en ligne directe) vers le sud-est dans Saint-Léon-le-Grand, en passant sous le pont de la route Saint-Yves, en serpentant jusqu’au ruisseau Hector-Plante (venant du nord-ouest) ;
- 5,7 km vers le sud-est (ou 3,1 km en ligne directe), en serpentant jusqu’au pont de la rue de la Fabrique, au village de Saint-Léon-le-Grand ;
- 2,5 km vers le sud (ou 1,8 km en ligne directe), en serpentant jusqu’à la limite de Louiseville ;
- 0,9 km vers le sud-est, en serpentant formant la limite entre Saint-Léon-le-Grand et Louiseville ;
- 3,1 km vers le sud, en serpentant jusqu’à sa confluence[1].

La rivière Chacoura  se déverse dans une longue courbe de rivière sur la rive nord de la rivière du Loup dans Louiseville. La confluence de la rivière Chacoura est située à :
- 2,6 km en amont du pont de la route 138, au village de Louiseville ;
- 4,4 km au nord-ouest de la rive nord-ouest du lac Saint-Pierre, lequel est traversé par le fleuve Saint-Laurent ;
- 1,0 km au sud-est de la limite de Saint-Léon-le-Grand.

## Toponymie
Le toponyme rivière Chacoura a été officialisé le 5 décembre 1968 à la Commission de toponymie du Québec.